# Michel Kreder
Michel Kreder (ur. 15 sierpnia 1987 w Hadze) – holenderski kolarz szosowy i torowy, zawodnik profesjonalnej grupy UCI Professional Continental Teams Aqua Blue Sport.

## Najważniejsze osiągnięcia

### tor
- 2012
  -  1. miejsce w mistrzostwach Holandii (madison)

### szosa
- 2007
  - 1. miejsce na 4. etapie Thüringen Rundfahrt (do lat 23)
- 2008
  - 1. miejsce na 3. etapie Circuito Montañés
- 2009
  - 2. miejsce w Jadranska Magistrala
  - 5. miejsce w Tour de l’Avenir
  - 1. miejsce na 1. etapie Circuito Montañés
  - 1. miejsce na 4. etapie Circuit de Lorraine
- 2010
  - 2. miejsce w GP Miguel Indurain
  - 7. miejsce w Volta a Catalunya
- 2011
  - 1. miejsce na 2. etapie Circuit de la Sarthe
  - 10. miejsce w Vattenfall Cyclassics
- 2012
  - 1. miejsce na 2. etapie Circuit de la Sarthe
  - 2. miejsce w Tour Méditerranéen
    - 1. miejsce na 2. i 3. etapie
- 2013
  - 1. miejsce na 4. etapie Cztery Dni Dunkierki
- 2017
  - 3. miejsce w Arctic Race of Norway